# Christian Hetsch
Christian Frederik Hetsch (24. september 1830 i København – 15. marts 1903 på Frederiksberg) var en dansk maler og lærer ved tekniske skoler og kunstnerisk leder på Den kongelige Porcelainsfabrik. 
Hetsch blev uddannet Kunstakademiet og var privatelev hos C.W. Eckersberg.
Christian Hetsch efterfulgte sin far, G.F. Hetsch, som kunstnerisk leder på Den kongelige Porcelainsfabrik. Her beskæftigede han sig især med vasemodeller. 
Han arbejdede også for P. Ipsens Enkes terracottafabrik, hvor han tegnede modeller til egyptiske vaser, terrakottavaser i græsk stil og etruriske vaser, som gjorde fabrikken kendt på verdensudstillingerne. 
Han er begravet på Assistens Kirkegård. Hans søn, Gustav Hetsch, var musikkritiker.

## Ekstern henvisning og kilde
- Christian Hetsch på Kunstindeks Danmark/Weilbachs Kunstnerleksikon
- Christian Hetsch på gravsted.dk

- Wikimedia Commons har flere filer relateret til Christian Hetsch